# Padiglione d'arte contemporanea di Milano
Il Padiglione d'Arte Contemporanea (PAC) è uno spazio espositivo del Comune di Milano situato in via Palestro, accanto alla Villa Reale. Fu progettato da Ignazio Gardella nel 1949 e costruito tra il 1951 e il 1953.

## Storia
Il padiglione fu edificato per volontà della sovrintendente Fernanda Wittgens.
Gli elementi con cui l'architetto Ignazio Gardella intrecciò la sua ipotesi progettuale vennero in primo luogo dalle determinazioni territoriali circostanti: la Villa Belgiojoso, costruita alla fine del XVIII secolo in stile neoclassico su progetto di Pollack, è una costruzione del tipo a corte, con pianta a C ed il cortile principale aperto a nord verso la strada urbana e separato da essa attraverso una cancellata in ferro ed un muro con finestre cieche. A sud della villa, l'ampio parco era un tempo di proprietà privata e in seguito aperto al pubblico. Il muro perimetrale delle vecchie scuderie della Villa Reale, distrutte dai bombardamenti in loco delle quali sarebbe dovuto sorgere il padiglione; un corpo ancora integro che limitava ad ovest il cortile laterale della villa; i grandi alberi del parco di fronte ad essa. L'architetto assunse quindi come dato di fatto il perimetro trapezoidale dove sorgevano le scuderie e scelse di non suddividere l'area, bensì effettuò un'operazione di inclusione «per non alterare verso la strada e verso la villa il vecchio quadro architettonico» (I. Gardella, Relazione al progetto). La struttura, quindi, conserva sia la pianta trapezoidale originale che l'estensione dell'edificio precedente, due piani fuori terra, e conserva il cortile rettangolare di servizio con cui le scuderie si collegavano alla villa: la corte è aperta a nord verso la strada, come quello principale della villa, ed anch'esso ne è separato da una cancellata e da un muro con finestre cieche. Come in origine, l'entrata al padiglione avviene da tale cortile ed è allineata con i portici che collegano, passando sotto le ali laterali della villa, il cortile di servizio con quello principale.
Sotto la guida di Mercedes Garberi il PAC venne chiuso nel 1973 per subire una profonda riqualificazione, ammodernamento e adeguamento alle normative per la conservazione (aerazione, luce, sicurezza) e riaperto nel 1979. 
L'edificio fu quasi completamente distrutto da un incendio nel 1993 dopo l'attentato detto strage di via Palestro, ma ricostruito identico all'originale per decisione dell'allora assessore milanese Philippe Daverio; il restauro avvenne nel 1996 da parte del figlio del progettista originale, Jacopo Gardella.

## Descrizione

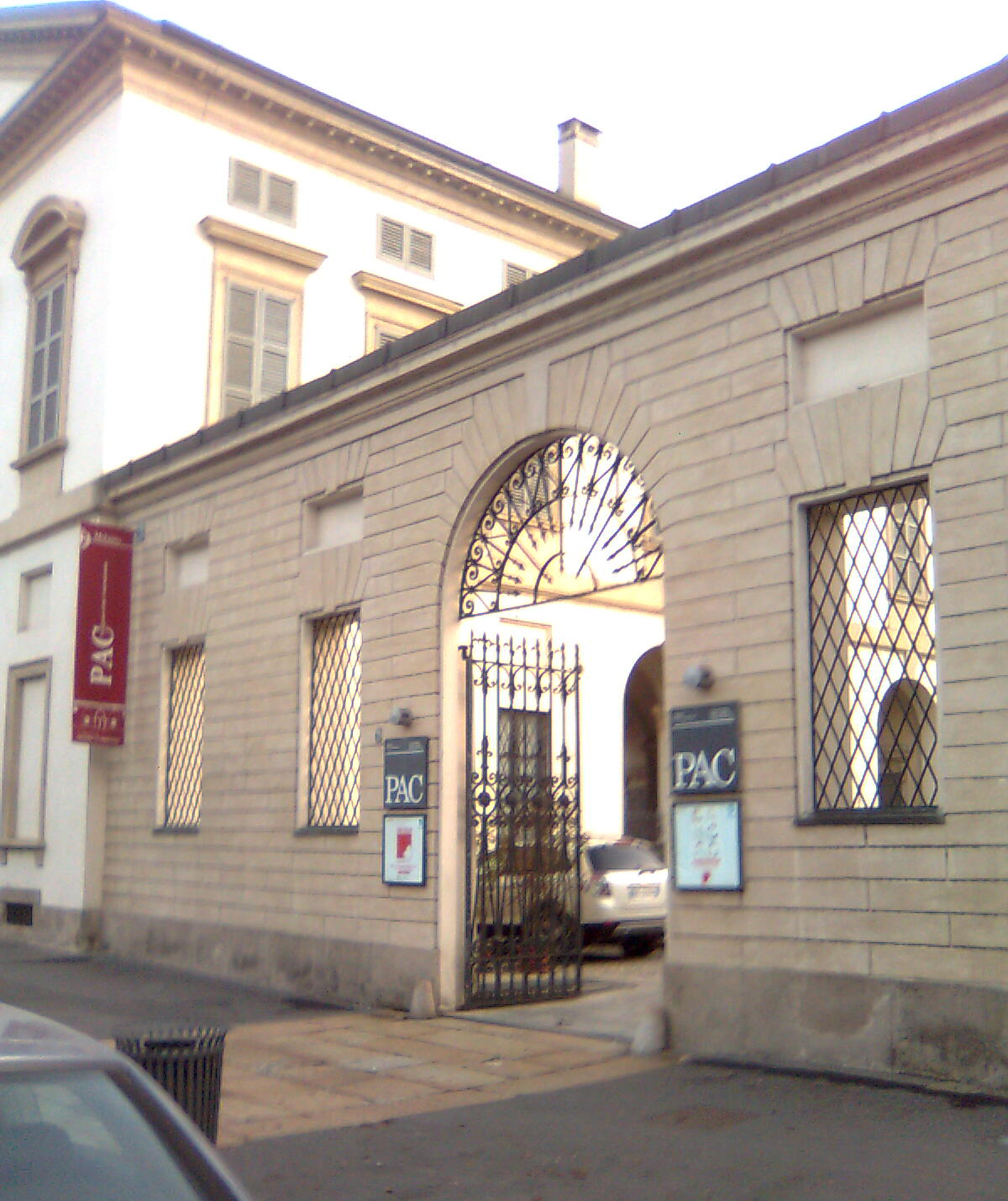
Entrata al cortile esterno del PAC

Delimitato dalle tre facciate a nord, est e sud mentre il lato ovest è addossato ad una costruzione confinante, il Padiglione d'Arte Contemporanea è coperto da un tetto a piccole capriate disposte in parallelo e rivestite in rame sulle quali si aprono i lucernari, secondo una tipologia a capannone industriale. La facciata nord e quella est, rispettivamente verso la strada e verso il cortile di servizio, sono rimaste identiche a quelle del XVIII secolo se si esclude, nella facciata est, l'apertura del portone archivoltato in vetro e ferro che funge da ingresso, cui l'anteposizione di una bussola a ventola ha conferito in seguito maggior pesantezza di quanta non ne possedesse il disegno originale del telaio. La facciata sud verso il parco, invece, è di nuova realizzazione e sostituisce quella distrutta dai bombardamenti: è divisa in due fasce orizzontali di cui la superiore è una muratura continua, che delimita la galleria un tempo illuminata dai lucernari aperti nelle due falde convergenti. Oggi, in seguito ai lavori per l'impianto di condizionamento, la copertura è diventata piana ed i lucernari sono sostituiti dalla sola luce artificiale.
Nella facciata verso il parco, inoltre, si assiste alla successione di pilastri metallici di maggiore e di minore altezza, alternati, di cui i più alti sostengono una pensilina ed i meno alti i binari delle griglie bianche a saliscendi che coprono l'apertura vetrata nella fascia inferiore della facciata. Tale vetrata, tuttavia, non ha lo scopo di fornire una vista del parco ma è volutamente bassa «in modo che il rapporto con il parco non sia panoramico, ma sia un rapporto più contenuto, quasi iconografico» (Argan, 1954).
La costruzione del Padiglione d'Arte Contemporanea segue, nella scelta dei materiali e delle strutture, due linee d'azione parallele cui si è già accennato: da un lato, la volontà di mantenere alcuni elementi aderenti all'aspetto delle ex scuderie; dall'altro, l'intento innovativo nell'articolazione degli spazi interni.
In particolare, la struttura è studiata al fine di permettere un uso cosciente dell'illuminazione in modo da valorizzare le opere esposte. Nella galleria delle sculture, quindi, si ha un grande uso di vetro per quanto riguarda la finestratura occupante l'intera parete, per permettere una luce diretta e naturale, radente di lato alle sculture per accentuarne l'effetto plastico. Nelle gallerie esagonali, invece, la scelta del materiale si fa più complessa, essendo prevista una luce naturale ma indiretta, soffusa: il vetro viene quindi nascosto alla vista non più da tele semitrasparenti come nel passato, ma da un moderno controsoffitto in metallo (sull'uso di questo materiale nel padiglione si avrà modo di parlare in seguito). Secondo un sistema detto Saeger, le lamelle metalliche che costituiscono la copertura si arrestano ad una certa distanza dalle pareti, permettendo sui dipinti quella proiezione diretta di luce che è negata al percorso dello spettatore: mentre i velari tradizionali, quindi, creano un'atmosfera soffusa ed uniforme, spenta, nelle sale del padiglione si ha un contrasto più dinamico e vivace tra ombre e buio. Va inoltre precisato che Gardella introduce un'ulteriore innovazione rispetto al sistema Saeger: mentre questo prevede, infatti, uno schermo di muratura opaco e continuo che crei la penombra al centro della sala, le lamelle creano un'ombra meno densa e statica, un effetto di chiaroscuro del tutto nuovo. La scelta dei materiali interni, per lo più bianchi per quanto riguarda le pareti, è anch'essa volta alla valorizzazione della luce ed in alcuni elementi la progettazione stessa delle forme tende a questo scopo: nello scalone, ad esempio, la scelta di adottare gradini a sbalzo, leggermente staccati, permette alla luce della vetrata di penetrare tra le fessure così lasciate e smaterializzare la massa della struttura, alleggerendola notevolmente.
Anche nell'utilizzo del metallo si riscontrano notevoli innovazioni rispetto alla tradizione e rispetto alla contemporanea corrente razionalista. Nella facciata sud, ad esempio, si riscontra una radicale modifica nella concezione tardo-razionalista di mostrare le strutture portanti: sono, infatti, evidenziate le sole strutture verticali mentre quelle orizzontali (cornice marcapiano) sono occultate e si ha una fusione tra tali elementi e il muro di tamponamento, fusione rigettata dalla concezione razionalista. Si intravede quindi una fusione tra un utilizzo classico del metallo quale struttura portante ed un utilizzo dello stesso come decorazione, al punto che le due si fondono: la decorazione è costituita dalla struttura stessa, non incondizionatamente come accadeva nel razionalismo bensì attraverso una scelta consapevole degli elementi.
Interessante è la fusione di metallo e vetro nella struttura delle campate, che è insieme elegante e funzionale. Ogni campata è a due falde, la metà superiore di ciascuna falda è trasparente, la metà inferiore è opaca e realizzata con pannelli di rame coibentato tipo Cutar. La luce naturale scende dall'alto nella fascia centrale e sfrutta la maggiore altezza della copertura a puntoni inclinati: in basso è filtrata da un doppio ordine di doghe in alluminio, che le conferiscono un effetto morbido e soffuso. La struttura è in profilati di acciaio, con due bracci verticali che reggono in sospensione il controsoffitto, la porta e una passerella d'ispezione nel tratto intermedio (in leggero grigliato d'acciaio zincato per non ostacolare il percorso della luce). Al di sotto sono montate, a scorrere secondo il piano inclinato del tetto, delle tendine a rullo oscuranti, con asse parallelo ai correnti e con funzionamento manuale esercitabile dalla passerella. La luce artificiale è generata da lampadine nascoste alla vista e montate al di sopra del piano del controsoffitto, su supporti metallici obliqui che hanno la doppia funzione di controvento per la struttura centrale e di sostegno per i pannelli trasparenti che riflettono la luce sulle pareti laterali di ciascuna sala. Il controsoffitto, infine, è realizzato in lamelle metalliche verniciate di bianco e posate su un piano orizzontale.
Da un punto di vista decorativo, si riscontra un ricorrente uso di metallo verniciato in bianco, sia nel reticolo delle griglie che fanno da veneziane alla superficie vetrata, sulla facciata sud, che nella originale ringhiera dello scalone, ripetente ad ogni gradino il motivo di una piattina rettangolare diagonale attraversata da tondini verticali (dove le piattine si allacciano l'una all'altra in corrispondenza dei montanti ancorati ad ogni gradino).
Nella vetrata sul parco, si riscontra la scansione complessa delle strutture verticali, principali e secondarie, alternate: il ritmo primario è dato dai montanti principali, di ordine gigante, corrispondenti alla struttura portante delle campate interne, mentre il ritmo secondario è costituito dai montanti intermedi, più esili e di ridotta altezza, che oltre a suddividere l'infisso hanno il compito di sostenere le guide laterali dei pannelli grigliati, sollevabili a ghigliottina con meccanismo motorizzato. Lo scorrimento verticale è assicurato da funi di acciaio su ruote collocate in alto, chiuse da scatole di lamiera che emergono come decorazioni dal piano della facciata. Le ruote sono a loro volta collegate da una barra di ferro che assicura la sincronia delle rotazioni rimanendo nascosta dal tavolato della facciata ed il telaio esterno ha forma ad L, per conferire al perimetro la rigidità necessaria ad impedire la fuoriuscita dalle sedi di scorrimento. Ciascun telaio è inoltre rinforzato da piatti verticali posti a taglio. L'infisso vetrato, di contro, è costituito da telai e ferma-vetri in scatolari di lamiera, sagomata a spigoli lievemente arrotondati ed appena incassati rispetto alle ali dei montanti esterno a doppia T. Ancora una volta, quindi, le esigenze strutturali si fondono con l'evidenza del complesso, divenendo quasi decorazione: tale caratteristica è accentuata, nella facciata sud, dall'originale rivestimento in larghe piastrelle di ceramica smaltata color rosso bruno, che smaterializzano la parete e rendono il muro meno massiccio, discostandosi dal tradizionale rivestimento di mattone a vista.
Vetrata è anche la superficie del portone d'ingresso, segnalato da un gruppo di tre alte arcate a tutto sesto (come quelle nel cortile principale della villa) di cui una è libera e le altre due sono tamponate in arretrato, alleggerite appunto da una finestra in asse. La vetrata centrale di accesso chiude il vano per l'intera altezza ed è suddivisa in verticale da due parti uguali: una zona superiore costituita da un'unica superficie vetrata, arcuata e fissa, ed una zona inferiore contenente le ante mobili. Quest'ultima è a sua volta suddivisa modularmene in quattro fasce vetrate verticali, di cui due esterne – minori – fisse e due centrali apribili, di larghezza quasi doppia. Il telaio perimetrale è montato di taglio, per mostrare il minimo spessore ed è ancora una volta metallico bianco.
Interessante è anche l'utilizzo della pavimentazione all'interno del padiglione. Gli ambienti posti a quota del terreno (atrio d'ingresso e galleria delle sculture) sono sempre pavimentati in marmo, mentre gli ambienti posti a quota superiore sono sempre in legno: il rivestimento di maggior resistenza viene quindi utilizzato dove il transito è più intenso, mentre quello più tenero e caldo dove il calpestio e l'usura sono inferiori, unendo ancora una volta estetica e funzionalità.

### Progetti
Indispensabile per comprendere le intenzioni progettuali perseguite da Gardella nella realizzazione del PAC è la posizione assunta dal Movimento Moderno, e dal razionalismo italiano in particolare, nei confronti della storia e dell'architettura tradizionale. Considerando riduttiva l'imitazione accademica del passato, il razionalismo si proponeva infatti di richiamare la storia in modo indiretto, traslato, letterario, attraverso scelte concrete e personali. In questa intenzione si colloca la progettazione del PAC. Il rispetto della storia si manifesta quindi nella volontà di conservare il muro settentrionale delle scuderie, nonostante l'assenza di particolari elementi decorativi, nel mantenimento dell'ingresso nella posizione originaria, sfuggente e secondaria rispetto alla strada urbana, nella stessa conformazione della facciata moderna. Tale parete, infatti, nonostante il disegno sia interamente moderno, conserva alcuni rimandi più o meno espliciti a figure decorative del passato, ad esempio il disegno a losanghe sulle inferriate a saliscendi (simile ai tralicci usati nel passato per la decorazione dei muri rimasti ciechi nei giardini). Infine, all'interno, il rimando alla storia è evidente nell'arco ribassato che collega il vano d'ingresso con la prima delle cinque sale esagonali.
Tuttavia, il Padiglione presenta numerosi aspetti di innovazione soprattutto per quanto riguarda l'organizzazione tipologica museale, prima fra tutti la fluidità degli spazi. Le pareti divisorie tra le varie stanze del museo, infatti, vengono abbattute in alcuni punti strategici superando la consueta tipologia che vede le sale affacciate sull'unico asse di un corridoio (tipologia adottata nella contemporanea ricostruzione della Pinacoteca di Brera). La compenetrazione degli spazi, tuttavia, non degenera in confusione degli ambienti e la fluidità degli spostamenti non esclude il rigore di un certo percorso: i dislivelli in cui è diviso lo spazio interno non sono casuali, ma rispondono alla precisa esigenza di sfruttare al meglio lo spazio senza alterare l'altezza dell'edificio preesistente. Inoltre lo studio dei dislivelli è eseguito in funzione di un elemento essenziale nella concezione dello spazio: la possibilità di vedere il parco attraverso la vetrata. La continuità tra il naturale e l'artificiale, tra l'arte e la natura, è un altro dei temi portanti ed innovativi sviluppati nella progettazione del Padiglione ed ereditati dal Movimento Moderno. La stessa originaria compenetrazione di luce naturale ed artificiale negli ambienti superiori è significativa in questo senso. Infine, un altro elemento tipico e rivoluzionario è costituito dal controllo e dalla modulazione della luce, studiata per valorizzare al massimo le opere.
Osservando i primi e gli ultimi progetti del Padiglione, si osserva un radicale mutamento nella concezione del suo rapporto con il parco, in primo luogo. Originariamente, infatti, il verde non era collocato nel parco esterno al padiglione, ma in un patio, posto internamente, che costituiva il fulcro della planimetria, pavimentato secondo una spezzata irregolare assai anticlassica. Un ampio terrazzamento proteso verso il parco proseguiva con la stessa pavimentazione occupando l'intera facciata sud, determinando un ulteriore stacco tra l'interno e l'ambiente esterno naturale. Nella stesura definitiva del progetto, l'intenzione si ribalta e non vi è più alcuna separazione tra il Padiglione ed il prato, che si arresta a contatto con la vetrata: l'edificio, di conseguenza, assume maggior compattezza ed organicità di relazione, una forma più sintetica e incisiva. Originariamente, inoltre, a causa di una differente altezza assegnata ai corpi interni, la copertura dell'edificio era prevista piana, divisa in due parti nettamente separate da un alto gradone: il mutamento successivo non vede solo l'innalzamento degli ambienti interni ad una stessa quota, ma anche la scelta di una copertura a capriate industriali parallele ed impostate tutte alla stessa quota.
Per quanto riguarda l'interno, nella prima versione la galleria superiore era fiancheggiata per tutta la sua lunghezza da un ballatoio esterno rivolto verso il parco, mentre successivamente il ballatoio viene spostato sul lato opposto ed affacciato verso le sale interne, tramite un'operazione di accorpamento nell'edificio: la natura viene quindi esclusa dal piano superiore, per concentrare il visitatore sulle nuove visuali che si aprono verso le sale. Analogo è l'obiettivo che suggerisce lo spostamento dello scalone da una posizione centrale, orientata verso l'ingresso della prima sala, ad una addossata al muro di confine allo scopo di sgombrare la visuale al verde del parco.
Nelle intenzioni progettuali dell'architetto, è inoltre evidente l'adesione ad una certa tendenza organica nell'architettura, nella scelta di un profilo poligonale per il soffitto delle due gallerie, cui la struttura a carena rovesciata conferisce ospitalità. Nel progetto originario, inoltre, era previsto un elemento rientrante nella vetrata affacciata sul parco che, insieme ai pilastri metallici, accentuava tale influenza organicista.
A tale interesse, si affianca quello per le esigenze dell'abitare umano lo spazio, per le aspettative dell'uomo e per il suo benessere: tale interesse induce alla costruzione di alcune pareti diagonali sul fondo delle sale, cui la naturale inclinazione della facciata verso strada avrebbe conferito una sgradevole sensazione di squilibrio. «Gardella ha più volte parlato della classicità delle architetture sue e del razionalismo italiano: ma la classicità cui si riferiva consisteva in un desiderio d'ordine, di misura, di chiarezza.» (Paolo Berca): «La classicità cui mi riferisco è, al di là del tempo, un continuo desiderio di ordine, di misura, di modularità.» (Gardella, conferenza del 1957 negli Stati Uniti). Sempre per lo stesso motivo le due rampe dall'atrio d'ingresso sono leggermente concave, dando l'impressione di voler accogliere il visitatore, e – nel progetto originale – di fronte all'apertura che conduce nelle sale era posto uno schermo concavo con la duplice funzione di impedire una veduta diretta e di riparare i visitatori già entrati accogliendoli all'ingresso, quasi ritraendosi per permettere loro di passare.
Infine è possibile affermare che durante l'iter progettuale si assista ad una progressiva semplificazione e concentrazione dei volumi, verso una regolarità di perimetro e una grande fluidità interna.

### Interno
L'interno del padiglione è costituito da un unico ambiente articolato in alcune sale esagonali ed in molti ambienti di raccordo. «Il problema fondamentale è quello di ottenere uno spazio perfettamente definito ed articolato, che possa a sua volta suddividersi e riarticolarsi in modi diversi ma sempre coerenti, […] in uno spazio architettonico, cioè, che possa essere ripartito ed articolato secondo uno o più moduli senza che perciò si smarrisca l'unità ambientale […]. In altri termini, è verissimo che l'architettura del museo è soprattutto architettura del vuoto, ma è indispensabile che quel vuoto riceva una configurazione formale, e cioè diventi uno spazio. Questo duplice aspetto è stato capito e risolto in modo esemplare.» (Argan, 1954). Gardella, infatti, conferisce grande importanza alla sezione ed alla variazione di quota degli ambienti distinti nel loro uso specifico, liberamente comunicanti tra loro.
Il primo di questi è l'ingresso, un locale di forma stretta ed allungata sul lato est, coincidente con l'unico vano delle ex scuderie sopravvissuto ai bombardamenti. L'ambiente si trova a livello terra ed ha un'altezza di circa 6 metri, consentendo la realizzazione di un soppalco atto a zona di sosta e ristoro (ed ospitante un bar), affacciato su tale ambiente attraverso una ringhiera di ferro.
Dall'ingresso si raggiunge, quindi, la prima e più grande delle cinque sale esagonali poste tutte a quota +1.00 e digradanti seguendo l'inclinazione del muro perimetrale nord (quello verso la strada cittadina); l'altezza di tutte le sale è di 6 metri e sono illuminate dall'alto, attraverso lucernari schermati da un controsoffitto di lamelle metalliche bianche. Tali ambienti comunicano tutti con la passeggiata continua che costituisce il transito da una sala all'altra e che è posta alla loro stessa quota (+ 1.00) e ne condivide l'altezza (6 metri) senza interruzione con il soffitto delle sale, dato che le aperture che immettono in esse sono a tutta altezza. Lambendo il lato aperto degli ambienti esagonali, il corridoio termina nell'ultima e meno ampia delle sale, mentre lungo il lato opposto agli ingressi corre un basso muretto continuo che funge da parapetto e da sedile e che separa la passeggiata dall'adiacente e sottostante galleria. Una rampa inclinata continua inizia sotto lo scalone di salita al piano superiore scende alla galleria (destinata alle opere di scultura) o, in alternativa, vi si accede dall'estremità opposta della passeggiata attraverso una breve rampa di gradini.
Posta a quota terreno, la galleria è illuminata dalla grande vetrata che si apre sul vicino parco e che occupa l'intera lunghezza, coincidente con quella della facciata. Il soffitto si abbassa con due spioventi simmetrici ed inclinati, è alto 3,5 metri e presenta un profilo poligonale che accentua la plasticità dell'ambiente.
Lo scalone, posto all'inizio della passeggiata e di fronte alla prima delle sale, collega il piano rialzato con il ballatoio del piano superiore che a sua volta si affaccia sulla sottostante passeggiata. Una parete continua lo separa dalla galleria superiore, fatta eccezione per due passaggi di comunicazione con la galleria stessa, all'inizio ed alla fine del ballatoio. La galleria, infine, è destinata alle opere di grafica e si trova esattamente sopra quella destinata alle sculture, ripetendone forma e dimensioni anche nella sezione poligonale del soffitto. Diversi sono il sistema di illuminazione (artificiale ad opera di faretti nascosti nelle falde inclinate del soffitto) e la pavimentazione.

## Esposizioni ospitate

### 2009
- Vanessa Beecroft - VB65
- Ballo+Ballo
- PASSPORTS - In viaggio con l'arte

### 2010
- Yayoi Kusama - I Want to Live Forever
- Armando Testa - Il design delle idee
- Zhang Huan - Ashman
- Franko B - I still love

### 2011
- Robert Gligorov - Termination Shock 26 gennaio 2011 - 15 febbraio 2011[1]
- Pixar - 25 anni di animazione 23 novembre 2011 - 14 febbraio 2012[2]

### 2017
- Luca Vitone - IO, Luca Vitone[3].

### 2018
- Eva Marisaldi - Trasporto eccezionale[4].

### 2019
- Cesare Viel - Più nessuno da nessuna parte[5].